# Serie Bóng chày vô địch quốc gia Cuba
Serie Bóng chày vô địch quốc gia Cuba (tiếng Tây Ban Nha: Serie Nacional de Béisbol, SNB) vô địch quốc gia không chuyên lâu đời nhất tại Cuba . Giải đấu này được thành lập như giải pháp thay thế Giải bóng chày Cuba đã giải thể sau thắng lợi của Cách mạng Cuba, chấm dứt hoạt động bóng chày chuyên nghiệp tại đảo quốc này. Giải đấu này là giải hạng hai của hệ thống bóng chày Cuba kể từ sự ra đời của Giải Bóng chày ngoại hạng Cuba năm 2022.

## Khởi đầu
Năm 1960, khi bóng chày chuyên nghiệp vẫn còn tồn tại sau thắng lợi của Cách mạng Cuba, Tổng cục Thể thao (DGD), do đại uý Quân đội cách mạng Cuba Felipe Guerra Matos đứng đầu, đã tổ chức giải vô địch bóng chày không chuyên đầu tiên. Giải đấu có cấu trúc loại trực tiếp tại sáu tỉnh của đất nước và cuối cùng nhà vô địch của các vùng lãnh thổ tương ứng là: Minas de Matahambre, ở Pinar del Río; Đại học Havana, tại Havana; Xí nghiệp Thoát nước Matanzas; Central Obdulio Morales, ở Las Villas; HTX Lúa gạo René Almanza ở Camagüey và Nicaro Mules ở phía Đông. Giải vô địch được tổ chức tại các sân vận động phía đông: Julio Antonio Mella, ở Las Tunas; Liceo Park ở Holguín, Jose Martí, tại Palma Soriano và Antonio Maceo, tại Santiago de Cuba sẽ thi đấu áp dụng thể thức vòng tròn tính điểm và đội Mules de Nicaro (Oriente) đã giành chiến thắng với thành tích 4 thắng và 1 thua, sau khi giành chiến thắng trong trận đấu quyết định với đội thứ chín của Đại học Havana với tỷ số sát nút là 6-5 sau 10 hiệp đầy khó khăn.
Vào ngày 23 tháng 2 năm 1961, Viện Thể thao, Giáo dục Thể chất và Giải trí Quốc gia ( INDER ) được thành lập với tư cách là cơ quan quản lý các hoạt động thể chất tại Cuba, với phương châm Thể thao là Quyền của Nhân dân. Năm 1962, theo Nghị quyết 83-A của INDER, hoạt động bóng chày chuyên nghiệp bị bãi bỏ tại Cuba . Với sự ra đời của INDER và việc bãi bỏ mô hình chuyên nghiệp, Giải bóng chày Cuba có trụ sở tại Sân vận động Mỹ Latinh hay "Coloso del Cerro" đã giải thể, với mùa giải cuối cùng của giải được tổ chức vào mùa đông năm 1960-1961 với đội hình của Havana, Almendares, Marianao và Cienfuegos chỉ bao gồm những cầu thủ bóng chày quốc nội.

## Cấu trúc giải đấu

### Giải đấu 16 đội (1993-2012) (2013-nay)
| Lần thứ | Năm  | Số đội tham dự | Thể thức thi đấu                 | Số trận         | Vòng playoff (đặc điểm vòng)                                  |
| 1       | 1962 | 4              | Đấu vòng tròn                    | 27              | -                                                             |
| 2       | 1963 | 4              | Đấu vòng tròn                    | 30              | -                                                             |
| 3       | 1964 | 4              | Đấu vòng tròn                    | 38              | -                                                             |
| 4       | 1965 | 4              | Đấu vòng tròn                    | 39              | -                                                             |
| 5       | 1966 | 6              | Đấu vòng tròn                    | 65              | -                                                             |
| 6       | 1967 | 6              | Đấu vòng tròn                    | 65              | -                                                             |
| 7       | 1968 | 12             | Đấu vòng tròn                    | 99              | -                                                             |
| 8       | 1969 | 12             | Đấu vòng tròn                    | 99              | -                                                             |
| 9       | 1970 | 12             | Đấu vòng tròn                    | 66              | -                                                             |
| 10      | 1971 | 12             | Đấu vòng tròn                    | 66              | -                                                             |
| 11      | 1972 | 12             | Đấu vòng tròn                    | 66              | -                                                             |
| 12      | 1973 | 14             | Đấu vòng tròn                    | 78              | -                                                             |
| 13      | 1974 | 14             | Đấu vòng tròn                    | 78              | -                                                             |
| 14      | 1975 | 14             | Đấu vòng tròn                    | 39              | -                                                             |
| 15      | 1976 | 14             | Đấu vòng tròn                    | 39              | -                                                             |
| 16      | 1977 | 14             | Đấu vòng tròn                    | 39              | -                                                             |
| 17      | 1978 | 18             | Đấu vòng tròn                    | 51              | -                                                             |
| 18      | 1979 | 18             | Đấu vòng tròn                    | 51              | -                                                             |
| 19      | 1980 | 18             | Đấu vòng tròn                    | 51              | -                                                             |
| 20      | 1981 | 18             | Đấu vòng tròn                    | 51              | -                                                             |
| 21      | 1982 | 18             | Đấu vòng tròn                    | 51              | -                                                             |
| 22      | 1983 | 18             | Đấu vòng tròn                    | 51              | -                                                             |
| 23      | 1984 | 18             | Hai hạng đấu                     | 75              | -                                                             |
| 24      | 1985 | 18             | Hai hạng đấu                     | 75              | -                                                             |
| 25      | 1986 | 18             | Hai miền đấu                     | 48              | 4 / Đấu vòng tròn (mỗi cặp đấu hai lượt)                      |
| 26      | 1987 | 18             | Hai miền đấu                     | 48              | 4 / Đấu vòng tròn (mỗi cặp đấu hai lượt)                      |
| 27      | 1988 | 18             | Hai miền đấu                     | 48              | 4 / Đấu vòng tròn (mỗi cặp đấu hai lượt)                      |
| 28      | 1989 | 18             | Hai miền đấu                     | 48              | 4 / Đấu vòng tròn (mỗi cặp đấu hai lượt)                      |
| 29      | 1990 | 18             | Hai miền đấu                     | 48              | 4 / Đấu vòng tròn (mỗi cặp đấu hai lượt)                      |
| 30      | 1991 | 18             | Hai miền đấu                     | 48              | 4 / SF (tranh thắng 3), F (tranh thắng 3)                     |
| 31      | 1992 | 18             | Hai miền đấu                     | 48              | 4 / SF (tranh thắng 3), F (tranh thắng 4)                     |
| 32      | 1993 | 16             | Bốn bảng đấu / Hai miền          | 65              | 4 / FZ (tranh thắng 4), F (tranh thắng 4)                     |
| 33      | 1994 | 16             | Bốn bảng đấu / Hai miền          | 65              | 4 / FZ (tranh thắng 4), F (tranh thắng 4)                     |
| 34      | 1995 | 16             | Bốn bảng đấu / Hai miền          | 65              | 4 / FZ (tranh thắng 4), F (tranh thắng 4)                     |
| 35      | 1996 | 16             | Bốn bảng đấu / Hai miền          | 65              | 4 / FZ (tranh thắng 4), F (tranh thắng 4)                     |
| 36      | 1997 | 16             | Bốn bảng đấu / Hai miền          | 65              | 4 / FZ (tranh thắng 4), F (tranh thắng 4)                     |
| 37      | 1998 | 16             | Bốn bảng đấu / Hai miền          | 90              | 8 / Q (tranh thắng 3), FZ (tranh thắng 4), F (tranh thắng 4)  |
| 38      | 1999 | 16             | Bốn bảng đấu / Hai miền          | 90              | 8 / Q (tranh thắng 3), FZ (tranh thắng 4), F (tranh thắng 4)  |
| 39      | 2000 | 16             | Bốn bảng đấu / Hai miền          | 90              | 8 / Q (tranh thắng 3), FZ (tranh thắng 4), F (tranh thắng 4)  |
| 40      | 2001 | 16             | Bốn bảng đấu / Hai miền          | 90              | 8 / Q (tranh thắng 3), FZ (tranh thắng 4), F (tranh thắng 4)  |
| 41      | 2002 | 16             | Bốn bảng đấu / Hai miền          | 90              | 8 / Q (tranh thắng 3), FZ (tranh thắng 4), F (tranh thắng 4)  |
| 42      | 2003 | 16             | Bốn bảng đấu / Hai miền          | 90              | 8 / Q (tranh thắng 3), FZ (tranh thắng 4), F (tranh thắng 4)  |
| 43      | 2004 | 16             | Bốn bảng đấu / Hai miền          | 90              | 8 / Q (tranh thắng 3), FZ (tranh thắng 4), F (tranh thắng 4)  |
| 44      | 2005 | 16             | Bốn bảng đấu / Hai miền          | 90              | 8 / Q (tranh thắng 3), FZ (tranh thắng 4), F (tranh thắng 4)  |
| 45      | 2006 | 16             | Bốn bảng đấu / Hai miền          | 90              | 8 / Q (tranh thắng 3), FZ (tranh thắng 4), F (tranh thắng 4)  |
| 46      | 2007 | 16             | Bốn bảng đấu / Hai miền          | 90              | 8 / Q (tranh thắng 3), FZ (tranh thắng 4), F (tranh thắng 4)  |
| 47      | 2008 | 16             | Bốn bảng đấu / Hai miền          | 90              | 8 / Q (tranh thắng 3), FZ (tranh thắng 4), F (tranh thắng 4)  |
| 48      | 2009 | 16             | Bốn bảng đấu / Hai miền          | 90              | 8 / Q (tranh thắng 3), FZ (tranh thắng 4), F (tranh thắng 4)  |
| 49      | 2010 | 16             | Hai miền đấu                     | 90              | 8 / Q (tranh thắng 4), FZ (tranh thắng 4), F (tranh thắng 4)  |
| 50      | 2011 | 16             | Hai miền đấu                     | 90              | 8 / Q (tranh thắng 4), FZ (tranh thắng 4), F (tranh thắng 4)  |
| 51      | 2012 | 17             | Hai miền đấu                     | 96              | 8 / Q (tranh thắng 4), FZ (tranh thắng 4), F (tranh thắng 4)  |
| 52      | 2013 | 16             | Một miền, Hai giai đoạn mùa giải | 45(1.ª)+42(2.ª) | 4 / SF (tranh thắng 4), F (tranh thắng 4)                     |
| 53      | 2014 | 16             | Một miền, Hai giai đoạn mùa giải | 45(1.ª)+42(2.ª) | 4 / SF (tranh thắng 4), F (tranh thắng 4)                     |
| 54      | 2015 | 16             | Một miền, Hai giai đoạn mùa giải | 45(1.ª)+42(2.ª) | 4 / SF (tranh thắng 4), F (tranh thắng 4)                     |
| 55      | 2016 | 16             | Một miền, Hai giai đoạn mùa giải | 45(1.ª)+42(2.ª) | 4 / SF (tranh thắng 4), F (tranh thắng 4)                     |
| 56      | 2017 | 16             | Một miền, Hai giai đoạn mùa giải | 45(1.ª)+45(2.ª) | 4 / SF (tranh thắng 4), F (tranh thắng 4)                     |
| 57      | 2018 | 16             | Một miền, Hai giai đoạn mùa giải | 45(1.ª)+45(2.ª) | 4 / SF (tranh thắng 4), F (tranh thắng 4)                     |
| 58      | 2019 | 16             | Một miền, Hai giai đoạn mùa giải | 45(1.ª)+45(2.ª) | 4 / SF (tranh thắng 4), F (tranh thắng 4)                     |
| 59      | 2020 | 16             | Một miền, Hai giai đoạn mùa giải | 45(1.ª)+45(2.ª) | 4 / SF (tranh thắng 3), F (tranh thắng 4)                     |
| 60      | 2021 | 16             | Một miền, Một giai đoạn mùa giải | 75              | 8 / QF (tranh thắng 3), SF (tranh thắng 4), F (tranh thắng 4) |
| 61      | 2022 | 16             | Một miền, Một giai đoạn mùa giải | 75              | 8 / QF (tranh thắng 4), SF (tranh thắng 4), F (tranh thắng 4) |
| 62      | 2023 | 16             | Một miền, Một giai đoạn mùa giải | 75              | 8 / QF (tranh thắng 4), SF (tranh thắng 4), F (tranh thắng 4) |
| 63      | 2024 | 16             | Một miền, Một giai đoạn mùa giải | 75              | 8 / QF (tranh thắng 4), SF (tranh thắng 4), F (tranh thắng 4) |
| ------- | ---- | -------------- | -------------------------------- | --------------- | ------------------------------------------------------------- |

## Kết quả ba vị trí đầu trong lịch Serie VĐQG
| Năm  | Vô địch          | Á quân              | Hạng 3              |
| 1962 | Occidente        | Oriente             | Azucareros          |
| 1963 | Industriales     | Orientales          | Occidentales        |
| 1964 | Industriales     | Occidentales        | Azucareros          |
| 1965 | Industriales     | Occidentales        | Granjeros           |
| 1966 | Industriales     | Orientales          | Henequeneros        |
| 1967 | Orientales       | Industriales        | Occidentales        |
| 1968 | Habana           | Industriales        | Azucareros          |
| 1969 | Azucareros       | Industriales        | Habana              |
| 1970 | Henequeneros     | Mineros             | Azucareros          |
| 1971 | Azucareros       | Habana              | Granjeros           |
| 1972 | Azucareros       | Mineros             | Industriales        |
| 1973 | Industriales     | Habana              | Azucareros          |
| 1974 | Habana           | Constructores       | Azucareros          |
| 1975 | Agricultores     | Vegueros            | Constructores       |
| 1976 | Ganaderos        | Metropolitanos      | Vegueros            |
| 1977 | Citricultores    | Vegueros            | Metropolitanos      |
| 1978 | Vegueros         | Industriales        | Camagüey            |
| 1979 | Sancti Spíritus  | Villa Clara         | Vegueros            |
| 1980 | Santiago de Cuba | Villa Clara         | Forestales          |
| 1981 | Vegueros         | Villa Clara         | Citricultores       |
| 1982 | Vegueros         | Citricultores       | Metropolitanos      |
| 1983 | Villa Clara      | Citricultores       | Camagüey            |
| 1984 | Citricultores    | Industriales        | Villa Clara         |
| 1985 | Vegueros         | Camagüey            | La Habana           |
| 1986 | Industriales     | Vegueros            | Villa Clara         |
| 1987 | Vegueros         | Santiago de Cuba    | Industriales        |
| 1988 | Vegueros         | Santiago de Cuba    | La Habana           |
| 1989 | Santiago de Cuba | Industriales        | Granma              |
| 1990 | Henequeneros     | Santiago de Cuba    | Industriales        |
| 1991 | Henequeneros     | Camagüey            | La Habana           |
| 1992 | Industriales     | Henequeneros        | Camagüey            |
| 1993 | Villa Clara      | Pinar del Río       | Industriales        |
| 1994 | Villa Clara      | Industriales        | Santiago de Cuba    |
| 1995 | Villa Clara      | Pinar del Río       | La Habana           |
| 1996 | Industriales     | Villa Clara         | Santiago de Cuba    |
| 1997 | Pinar del Río    | Villa Clara         | Santiago de Cuba    |
| 1998 | Pinar del Río    | Santiago de Cuba    | Camagüey            |
| 1999 | Santiago de Cuba | Industriales        | Isla de la Juventud |
| 2000 | Santiago de Cuba | Pinar del Río       | Industriales        |
| 2001 | Santiago de Cuba | Pinar del Río       | Camagüey            |
| 2002 | Holguín          | Sancti Spíritus     | Pinar del Río       |
| 2003 | Industriales     | Villa Clara         | Pinar del Río       |
| 2004 | Industriales     | Villa Clara         | Pinar del Río       |
| 2005 | Santiago de Cuba | La Habana           | Sancti Spíritus     |
| 2006 | Industriales     | Santiago de Cuba    | Sancti Spíritus     |
| 2007 | Santiago de Cuba | Industriales        | Villa Clara         |
| 2008 | Santiago de Cuba | Pinar del Río       | Villa Clara         |
| 2009 | La Habana        | Villa Clara         | Ciego de Ávila      |
| 2010 | Industriales     | Villa Clara         | La Habana           |
| 2011 | Pinar del Río    | Ciego de Ávila      | Cienfuegos          |
| 2012 | Ciego de Ávila   | Industriales        | Matanzas            |
| 2013 | Villa Clara      | Matanzas            | Cienfuegos          |
| 2014 | Pinar del Río    | Matanzas            | Industriales        |
| 2015 | Ciego de Ávila   | Isla de la Juventud | Matanzas            |
| 2016 | Ciego de Ávila   | Pinar del Río       | Matanzas            |
| 2017 | Granma           | Ciego de Ávila      | Matanzas            |
| 2018 | Granma           | Las Tunas           | Matanzas            |
| 2019 | Las Tunas        | Villa Clara         | Sancti Spiritus     |
| 2020 | Matanzas         | Camagüey            | Las Tunas           |
| 2021 | Granma           | Matanzas            | Las Tunas           |
| 2022 | Granma           | Matanzas            | Sancti Spíritus     |
| 2023 | Las Tunas        | Industriales        | Santiago de Cuba    |
| 2024 | Las Tunas        | Pinar del Río       | Granma              |
| ---- | ---------------- | ------------------- | ------------------- |